# Santissima Trinità dei Monti
Santissima Trinità dei Monti, vanligen benämnd Trinità dei Monti, är en kyrkobyggnad i Rom, helgad åt den Heliga Treenigheten. Kyrkan är belägen vid Piazza della Santissima Trinità dei Monti ovanför Spanska trappan i Rione Campo Marzio och tillhör församlingen Sant'Andrea delle Fratte. Santissima Trinità dei Monti är en av Frankrikes nationskyrkor i Rom.
Ett franciskankloster uppfördes på platsen 1502. År 1514 inleddes byggandet av kyrkan, som dock inte konsekrerades förrän 1585.

## Interiör
Interiören hyser en rad konstverk. I koret finns Korsfästelsen, utförd av Cesare Nebbia. För det fjärde sidokapellet på höger hand har Leonardo Sormani utfört gravmonumentet över kardinal Rodolfo Pio da Carpi (1500–1564) samt gravmonumentet över den romerska adelsdamen Cecilia Orsini da Carpi (1497–1579). I vänster tvärskepp kan man beskåda flera fresker utförda av Perin del Vaga, bland annat De heliga Annas och Joakims möte vid den gyllene porten. I det intilliggande klostret har Charles-Louis Clérisseau utfört trompe l'œil-målningen Ruinrummet.

## Titelkyrka
Påve Sixtus V stiftade år 1587 kyrkan som titelkyrka med namnet Santissima Trinità al Monte Pincio.
Kardinalpräster under 1900-talet
- Pierre-Hector Coullié (1898–1912)
- Hector-Irénée Sévin (1914–1916)
- Louis-Joseph Maurin (1916–1936)
- Pierre-Marie Gerlier (1937–1965)
- Jean-Marie Villot (1965–1974)
- Alexandre-Charles Renard (1976–1983)
- Albert Decourtray (1985–1994)
- Pierre Eyt (1994–2001)
- Louis-Marie Billé (2001–2002)
- Philippe Barbarin (2003–)

## Bilder
| - Nedtagandet från Korset, fresk utförd av Daniele da Volterra, i andra sidokapellet på vänster hand. - Gravmonument över kardinal Rodolfo Pio da Carpi, utfört av Leonardo Sormani. - Gravmonument över Cecilia Orsini da Carpi, utfört av Leonardo Sormani. - De heliga Annas och Joakims möte vid den gyllene porten, fresk av Perin del Vaga. - Ruinrummet, fresk av Charles-Louis Clérisseau. |